# Ric Lee

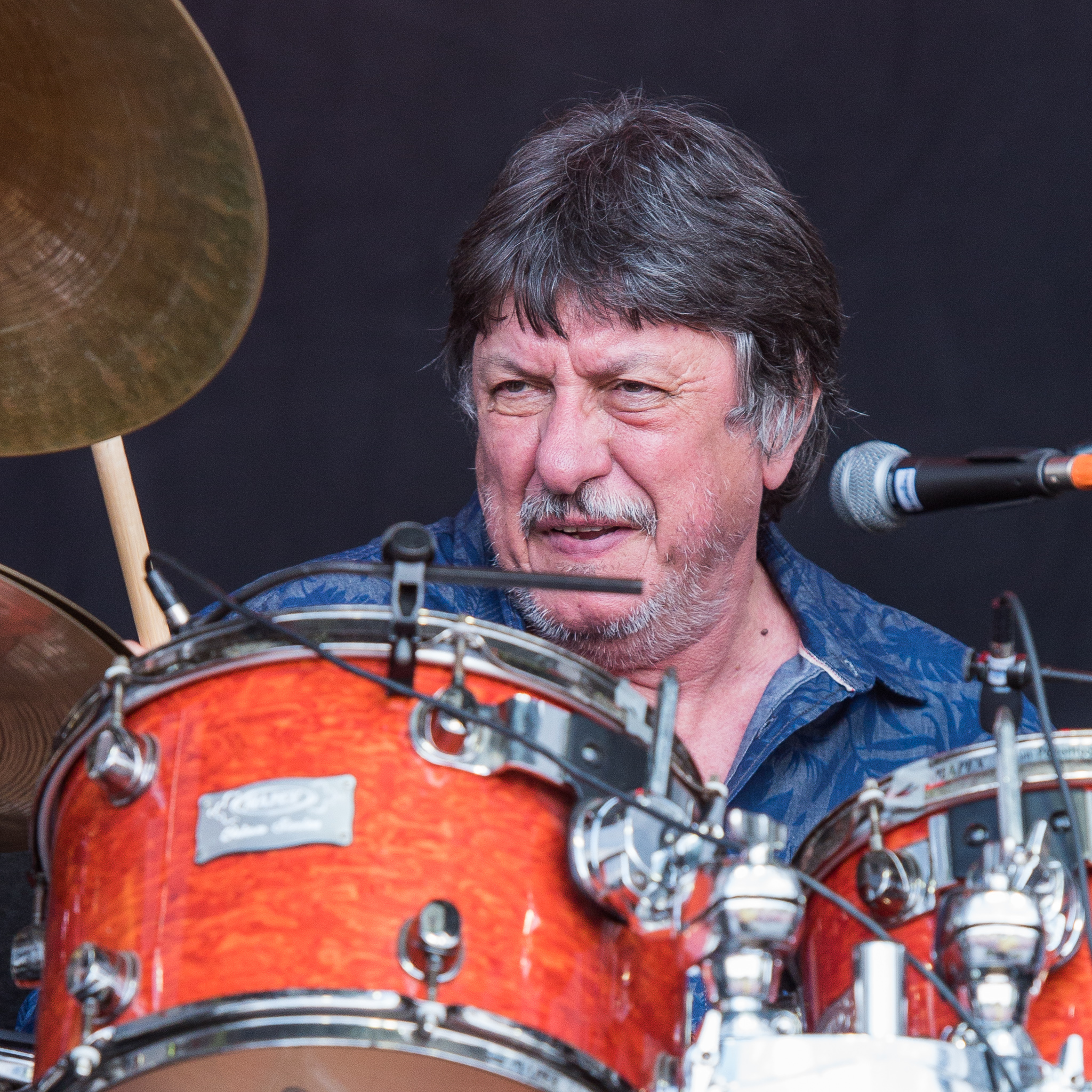
Ric Lee - 2015

Richard (Ric) Lee (Mansfield, 20 oktober 1945) was in de late jaren 1960 en in de jaren 1970 drummer bij Ten Years After.

## Loopbaan
Lee was mede-oprichter van The Falcons, zijn eerste band. Hij was eveneens drummer bij Ricky Storm and The Mansfields, maar moest deze groep verlaten in augustus 1965. Nadien werd hij drummer bij de Jaybirds met gitarist Alvin Lee (geen familie) en bassist Leo Lyons. In 1966 kreeg de groep het gezelschap van toetsenman Chick Churchill.
In 1968 deed de band onder de naam The Blues Yard een auditie in de bekende Londense Marquee Club. De groep kreeg nadien wereldwijde bekendheid als Ten Years After. Met deze groep speelde Ric Lee o.a. op Woodstock in 1969 en op het Isle of Wight Festival in augustus 1970.
Na de split van TYA in 1976 richtte Ric Lee March Music/Fast Western Productions op. In 1994 vormde hij The Breakers samen met Ian Ellis van de voormalige Cloud, een Schotse rockband. Samen schreven en produceerden zij hun studio-album Milan dat uitkwam in 1996.  
In 2011 vormde Ric Lee het Ric Lee Blues Project op (later hernoemd tot Ric Lee's Natural Born Swingers) voor het album Put a Record On. Tot de groepsleden behoorden Bob Hall van Savoy Brown, Danny Handley van The Animals en de bassist Scott Whitley.
- Biblioteca Nacional de España: XX6500810
- Library of Congress Control Number: nb2019019771
- MusicBrainz: 37aee02f-2069-42f2-9ad6-63f61d2d93fc
- Virtual International Authority File: 8841157162088778980001